# Wojsławice (województwo mazowieckie)
Wojsławice – wieś w Polsce położona w województwie mazowieckim, w powiecie radomskim, w gminie Gózd. Ma status sołectwa.
| SIMC    | Nazwa            | Rodzaj    |
| ------- | ---------------- | --------- |
| 0621423 | Kresy            | część wsi |
| 0621430 | Nowe Wojsławice  | część wsi |
| 0621446 | Stare Wojsławice | część wsi |

W latach 1975–1998 miejscowość należała administracyjnie do województwa radomskiego.
Miejsce urodzenia polskiego duchownego, biskupa Pawła Sochy, obecnie rezydującego w diecezji zielonogórsko-gorzowskiej.
Wierni Kościoła rzymskokatolickiego należą do parafii św. Józefa Oblubieńca Najświętszej Maryi Panny w Kuczkach.